# Epipogium
Epipogium Borkh., 1792 è un genere di piante spermatofite monocotiledoni appartenenti alla famiglia delle Orchidacee, dall'aspetto di piccole erbacee annuali dalla caratteristica infiorescenza racemosa.

## Etimologia
Il nome generico (Epipogium) deriva da due parole greche: ”epi” (= sopra) e ”pogon” (= barba), e potrebbe indicare la posizione superiore del labello.

## Descrizione
I dati morfologici si riferiscono soprattutto alle specie europee e in particolare a quelle spontanee italiane.
Sono delle pianta erbacea non molto alte (massimo 50 cm). La forma biologica prevalente è geofita rizomatosa (G rhiz), ossia sono piante perenni dotate di rizoma, un fusto sotterraneo dal quale, ogni anno, si dipartono radici e fusti aerei.  Sono orchidee terrestre in quanto contrariamente ad altre specie, non sono “epifita”, ossia non vivono a spese di altri vegetali di maggiori proporzioni.

### Radici
Le radici sono secondarie da rizoma oppure assenti; spesso le radici sono di tipo simpodiale.

### Fusto
- Parte ipogea: la parte sotterranea del fusto consiste in rizomi di tipo coralloide oppure tuberi, entrambi con funzioni stolonifere. La consistenza di questi organi è piuttosto carnosa.
- Parte epigea: la parte aerea del fusto è eretta e breve, generalmente di colore bruno. Sono fusti afilli (senza foglie clorofilliane); ai nodi sono presenti delle guaine membranose più chiare quasi gialle.

### Foglie
Le foglie sono ridotte a delle squame brunastre a consistenza membranosa. Questa piante non avendo foglie verdi (è quindi incapaci di produrre sostanze organiche dalla fotosintesi clorofilliana) sono fondamentalmente saprofite.

### Infiorescenza
L'infiorescenza è una spiga di tipo racemoso con pochi o tanti fiori. I fiori sono posti alle ascelle di brattee di tipo squamiforme o ovato-lanceolate. I fiori inoltre non sono resupinati come nella maggioranza delle orchidee; e sono effimeri. Il pedicello è sottile e allungato, ma dilatato all'altezza dell'ovario.

### Fiori
I fiori sono ermafroditi ed irregolarmente zigomorfi, pentaciclici (perigonio a 2 verticilli di tepali, 2 verticilli di stami (di cui uno solo fertile – essendo l'altro atrofizzato), 1 verticillo dello stilo).
- Formula fiorale: per questa pianta viene indicata la seguente formula fiorale:

P 3+3, [A 1, G (3)]
- Perigonio:  il perigonio è composto da 2 verticilli con 3 tepali (o segmenti) ciascuno (3 interni e 3 esterni). I tepali, sia esterni che interni in genere sono molto simili a forma lanceolata. Il portamento di questi tepali è pendulo, ossia sono ripiegati all'ingiù. Possono essere conniventi oppure liberi.
- Labello:  il labello, formato da due parti distinte (epichilo e ipochilo), è il tepalo centrale più interno a forma allungato-ovata terminate con dei lobi (normalmente i lobi sono 3). La posizione di questo labello, nel fiore, è apicale (di sopra) in quanto l'ovario non è ruotato di 180°. Nella parte posteriore è presente un ampio sperone basale, saccato, arcuato verso l'alto e nettarifero.
- Ginostemio:  lo stame con le rispettive antere (in realtà si tratta di una sola antera fertile biloculare – a due logge) è concresciuto con lo stilo e forma una specie di organo colonnare chiamato "ginostemio"[4]. Questa struttura in questo genere è piuttosto breve. Il polline ha una consistenza gelatinosa; si trova nelle due logge dell'antera, queste sono fornite di ghiandole vischiose (chiamate retinacoli). I pollinii sono inseriti sui retinacoli tramite delle caudicole e sono racchiusi in una borsicola rostellare. Lo stigma è posto alla base del ginostemio, mentre il rostello in alcune specie è ampio, mentre in altre specie può essere ridotto. L'ovario in posizione infera  è formato da tre carpelli fusi insieme[5].

### Frutti
Il frutto è una capsula.  Al suo interno sono contenuti numerosi minutissimi semi piatti. La maturazione di questi frutti in queste specie avviene abbastanza velocemente. I semi sono privi di endosperma e gli embrioni contenuti in essi sono poco differenziati in quanto formati da poche cellule. Queste piante vivono in stretta simbiosi con micorrize endotrofiche, questo significa che i semi possono svilupparsi solamente dopo essere infettati dalle spore di funghi micorrizici (infestazione di ife fungine). Questo meccanismo è necessario in quanto i semi da soli hanno poche sostanze di riserva per una germinazione in proprio.

## Biologia
La riproduzione di questa pianta può avvenire in due modi: 
- per via sessuata grazie all'impollinazione degli insetti pronubi.
- per via vegetativa in quanto il rizoma possiede la funzione vegetativa per cui può emettere gemme avventizie capaci di generare nuovi individui.

## Distribuzione e habitat
Il genere è diffudo in Europa, Africa e Asia.
Le specie di questo genere in quanto saprofite preferiscono vivere nel fitto dei boschi su substrati ricchi di humus.

## Tassonomia
Il genere comprende le seguenti specie:
- Epipogium aphyllum Sw., 1814 – epipogio afillo
- Epipogium indicum H.J.Chowdhery, 1993
- Epipogium japonicum Makino (1904)
- Epipogium kentingense T.P.Lin & Shu H.Wu, 2012
- Epipogium roseum (D.Don) Lindl., 1857